# Rördrivning
Rördrivning innebär att borra eller trycka lednings- och skyddsrör för t.ex. vatten, avlopp, elkabel, bredband och fjärrvärme genom marken. Även bergborrning av ledningskanaler ingår i rördrivning. Tekniken används oftast då ledningar ska korsa vägar, järnvägar eller vattendrag. Vanliga rördrivningsmetoder är:
- Hammarborrning
- Rörramning
- Styrd borrning
- Jordraket
- Augerborrning
- Raiseborrning
- Rörtryckning